# Президентские выборы в СССР
Первые и единственные выборы Президента Союза Советских Социалистических Республик состоялись 14 марта 1990 года и проходили в обстановке нарастающей дезинтеграции СССР. Этим был обусловлен отказ от проведения всенародных выборов и избрание главы государства высшим органом власти — Съездом народных депутатов СССР.
В результате безальтернативных выборов (в ходе дискуссии на Съезде двое из трёх кандидатов сняли свои кандидатуры), первым и единственным Президентом СССР был избран действующий Председатель Верховного Совета СССР, Генеральный секретарь ЦК КПСС Михаил Горбачёв.

## Правовая основа
В соответствии с Законом СССР от 14 марта 1990 года № 1360-I «Об учреждении поста Президента СССР и внесении изменений и дополнений в Конституцию (Основной Закон) СССР», первый Президент СССР избирался Съездом народных депутатов СССР сроком на пять лет. Кандидатуры на пост Президента СССР на этих выборах могли быть выдвинуты общественными организациями в лице их общесоюзных органов, Верховным Советом СССР, каждой из его палат, группами народных депутатов СССР не менее 100 человек и союзными республиками в лице их высших органов государственной власти. Избранным считался кандидат, получивший больше половины голосов от общего числа народных депутатов СССР.
Если при голосовании никто из кандидатов не набрал больше половины голосов, предусматривалось повторное голосование по двум кандидатурам, набравшим наибольшее число голосов.

## Кандидаты

### Михаил Горбачёв
12 февраля 1990 года в Кремле под председательством М. С. Горбачёва прошло заседание Президиума Верховного Совета СССР, члены которого единодушно высказались за учреждение института президентской власти. 11 марта открылся внеочередной Пленум ЦК КПСС, который не только одобрил учреждение поста Президента СССР, но и рекомендовал на этот пост кандидатуру Горбачёва.
28 февраля в Кремле состоялось заседание МДГ, на котором было решено поддержать кандидатуру М. С. Горбачёва на пост президента.
На шестом заседании внеочередного III Съезда народных депутатов СССР 14 марта 1990 года, по поручению мартовского (1990) Пленума ЦК КПСС, кандидатура Горбачёва была внесена Владимиром Ивашко, в то время занимавшим пост Первого секретаря ЦК КПУ и по поручению депутатской группы «Союз» поддержана народным депутатом СССР от Латвийской ССР Виктором Алкснисом. Большинство выступивших после него депутатов также поддержали выдвижение Горбачёва.

### Николай Рыжков
На шестом заседании внеочередного III Съезда народных депутатов СССР 14 марта 1990 года, по поручению депутатской группы «Союз», кандидатура Рыжкова была внесена народным депутатом СССР от Латвийской ССР Виктором Алкснисом.
Депутат от Горьковской области Б. Крыжков, обращаясь к Рыжкову от своего имени, попросил того не снимать свою кандидатуру, аргументировав это следующим образом:

Товарищи! У нас выдвинуты три достойные кандидатуры. Но имеется практика, когда кандидаты в Президенты (у нас такой практики нет) могут снимать свои кандидатуры. Я от себя лично обращаюсь к Николаю Ивановичу Рыжкову, чтобы он этого не делал, и надеюсь, что вы меня поддержите. В конце концов когда-то у нас должны быть настоящие выборы.

Однако после отвода Бакатина и голосования по внесению кандидатуры Горбачёва в бюллетень, Рыжков также снялся с выборов, попросив сохранить ему возможность дальнейшей работы на посту главы правительства:

Уважаемые товарищи народные депутаты, позвольте мне выразить искреннюю благодарность тем, кто предложил мою кандидатуру на эту высокую должность. Я также сердечно благодарю тех товарищей, которые высказывали добрые слова в мой адрес, благодарю, потому что не так часто их слышу. (Смех в зале, аплодисменты).
Товарищи, я думаю, что страна в эти часы переживает историческое время. Я думаю, эти часы будут изучать и через много лет, и сейчас, как время рождения новой власти, нового управления нашим будущим демократическим государством. Я хотел бы искренне вам сейчас сказать: давайте в эти минуты хорошо подумаем. Пусть сегодня говорит не только наше сердце — пусть говорит и наш разум. Нам сегодня нельзя ошибиться ни в коем случае. Первый раз мы выбираем Президента, и нам нельзя допустить даже малейшей ошибки. Мое мнение такое: сегодня надо подумать о будущем руководстве страны. Мы говорим сейчас о Президенте, о первом Президенте нашей великой Родины. Хотя мы и обсуждали три дня этот вопрос, но я думаю, что осталось много нерешенных проблем, о которых мы даже не знаем. С чем столкнется Президент, его кабинет? Для нас многое — впервые! Но я убежден в одном — Президентом должен быть человек, который масштабно мыслит, смотрит далеко вперед, направляя будущее нашего государства.
Если мы думаем, что Президент будет все текущие вопросы решать, то Президент будет у нас не Президентом, а совершенно иным человеком. Поэтому я думаю, что для исполнения таких высоких полномочий (жизнь, конечно будет корректировать) сегодня есть только одна кандидатура — это Михаил Сергеевич Горбачев. И я убедительно просил бы вас поддержать его.
Я с товарищем Горбачевым работаю, вы знаете, с 1985 года. Я знаю его очень хорошо, его интеллект, творческий потенциал, как знаю и недостатки, которые у каждого из нас есть. Я считаю, что это именно тот человек, который должен сегодня вести страну Это мое искреннее убеждение.
Второе. Я несу моральную ответственность за работу правительства, за экономические неурядицы, сложности, которые сегодня сложились в стране. Я не называю их кризисом и так далее. Я работаю четыре с половиной года Председателем Совета Министров и просил бы вас дать мне возможность в дальнейшем отвечать за экономику, социальное развитие страны, то есть быть главой правительства — Председателем Совета Министров, который должен на практике проводить в жизнь решения Съезда народных депутатов и Верховного Совета СССР.
А нашу деятельность будет координировать и направлять будущий Президент. Я убедительно просил бы вас предоставить мне такую возможность. Все свои силы и знания я приложу для того, чтобы поправить положение. Я поставил свою подпись под программой экономического оздоровления страны и несу ответственность за её выполнение. Убедительно прошу вас снять мою кандидатуру. Это твердая моя просьба. (Аплодисменты).
Анатолий Иванович просит уточнить. Да, я не даю согласия. Прошу разрешить продолжить мне работу в той должности, которую занимаю. Спасибо за выдвижение моей кандидатуры и те добрые слова, которые здесь прозвучали. (Аплодисменты).

Отвод Рыжкова де-факто превращал выборы в безальтернативное голосование по кандидатуре Горбачёва, что вызвало сильное возмущение выступившего сразу же Г. Игитяна от Союза художников СССР. Однако отвод был принят.

### Вадим Бакатин
На шестом заседании внеочередного III Съезда народных депутатов СССР 14 марта 1990 года, по поручению депутатской группы «Союз», кандидатура Бакатина была внесена народным депутатом СССР от Латвийской ССР Виктором Алкснисом.
Депутат от Кузбасса А. Черных поддержал кандидатуру Бакатина и также призвал его не сниматься с выборов:

Товарищи, здесь названы три кандидатуры на пост Президента. Я хочу высказать свою точку зрения относительно Вадима Викторовича Бакатина. Он у нас был первым секретарем обкома КПСС. Я, зная его лично, во-первых, прошу, чтобы он не снимал свою кандидатуру, потому что это будет большой ущерб в целом для выборной кампании. И, во-вторых, как аграрник, хочу сказать: когда он пришел к нам, в области наметился резкий поворот города к селу, а вы знаете, что у нас в области всего 5 процентов селян. Меня поддерживает депутатская группа, мои товарищи из Кузбасса и часть депутатов из Кировской области. Мы выдвигаем Вадима Викторовича и просим депутатов отдать за него свои голоса.

Однако сразу же после голосования по завершению выдвижения кандидатур и начала обсуждения, Бакатин взял самоотвод:

Уважаемые товарищи депутаты! Я всегда с каким-то недоверием относился к тому, когда с этой трибуны или от микрофонов вами высказывались претензии к Секретариату или к Президиуму по поводу не совсем точного соблюдения процедуры. Я не совсем верил в это, но сейчас вижу, что мое заявление о снятии моей кандидатуры с обсуждения тоже затерялось.
Председательствующий. (первый заместитель Председателя Верховного Совета СССР Анатолий Лукьянов) Нет, вот оно. Я могу его передать. Пожалуйста. (Смех в зале).
Бакатин В. В. Я прошу тогда его зачитать. Но, наверное, прежде всего должен выразить искреннюю благодарность тем депутатам, той группе депутатов, которые внесли это предложение. Но именно потому, что я очень уважаю наш депутатский корпус, который ведет колоссальную многотрудную работу и хорошо представляет себе ту колоссальную меру ответственности и ту тяжелейшую ношу, которые будут возложены на нашего первого Президента, я прошу мою кандидатуру с обсуждения снять.

Ряд депутатов, выступивших сразу после Бакатина (М. Абрамович от Минской области, И. Сорокин от Куйбышевской области, В. Валов от Кировской области), призвали его не снимать свою кандидатуру, а Съезд — не принимать отвода. Бакатин, взяв слово, подтвердил свой отвод:

Прошу прощения! Мы опять нарушаем процедуру. Кандидатура мною снята. Демократии мы только учимся и, видимо, ещё столкнемся со многими парадоксами. Но ещё никто никогда ни в одной демократической стране насильно Президентом не становился. (Смех в зале). Давайте будем серьёзными людьми. Я прошу прекратить обсуждение моей кандидатуры. Я офицер, поэтому настаиваю на своем. (Аплодисменты).

## Голосование
Ещё до отвода Рыжкова, в бюллетень для голосования была внесена фамилия М. С. Горбачёва. За это проголосовало 1702 депутата (156 против, 36 воздержались).
Процедуру голосования, предусматривавшую вычёркивание противоположного варианта, объяснил глава Счётной комиссии съезда академик Осипьян:

Комиссия установила форму и утвердила текст избирательного бюллетеня для тайного голосования по выборам Президента СССР. Я вам покажу и опишу этот бюллетень. Он розового цвета. Наверху написано: бюллетень для тайного голосования по выборам Президента СССР. В списке для тайного голосования имеется одна кандидатура. Там написаны фамилия, имя, отчество кандидата — Горбачев Михаил Сергеевич. Есть два квадратика, внутри которых написано: «за» и «против». Вот такая форма бюллетеня.
В соответствии с Законом СССР об учреждении поста Президента СССР и внесении соответствующих изменений и дополнений в Конституцию СССР, а также в соответствии с Регламентом Съезда и Верховного Совета СССР предлагается следующий порядок организации голосования. Выдача бюллетеней, как и в прошлый раз, будет производиться в Георгиевском зале Большого Кремлёвского дворца членами Счетной комиссии, по списку, в алфавитном порядке, по предъявлении удостоверения народного депутата СССР. На 23 столах установлены буквенные указатели фамилий депутатов, где и будут выдаваться избирательные бюллетени. Учитывая прошлый опыт, для некоторых букв будет по нескольку столов. Каждый депутат получит один бюллетень по выборам Президента СССР. Это тот бюллетень, который я показал вам и Президиуму. В том же зале установлено 40 кабин для тайного голосования. Заполнение бюллетеня производится депутатом в кабине для тайного голосования путем зачеркивания либо одного, либо другого слова: или «за», или «против». Если в бюллетене зачеркнута отметка «против», этот бюллетень считается поданным за кандидата. Если в бюллетене зачеркнута отметка «за», то этот бюллетень считается поданным против кандидата. Все остальные… (Шум в зале). Ещё раз повторяю, товарищи, наверное, я оговорился.
Председательствующий. Все правильно было сказано. Товарищи, послушайте внимательно, это впервые такая запись, поэтому послушайте.
Осипьян Ю. А. Товарищи, я ещё раз повторяю и потом поясню, почему так. Поскольку у нас в списке один кандидат, то поданным «за» считается бюллетень, где зачеркнута отметка «против». А поданным «против» считается бюллетень, где зачеркнута отметка «за».
Если бы у нас было несколько кандидатов, то порядок голосования был бы другим. Тогда пришлось бы зачеркивать соответствующие фамилии и оставлять одну. Так как кандидат один, то принят такой порядок голосования (Шум в зале)
Председательствующий. А если обе отметки зачеркнуты или не зачеркнуты совсем?
Осипьян Ю. А. Все бюллетени, где зачеркнуты обе отметки или не зачеркнуто ни одной, будут означать, что данный депутат воздержался от голосования.
После этого бюллетень опускается в избирательный ящик. Фамилии, дописанные в бюллетене, при подсчете голосов учитываться не будут.
В соответствии с Регламентом между получением бюллетеня и актом голосования у вас, товарищи, будет достаточно времени, чтобы определиться с выбором и проголосовать. Для этого будет отведено около двух часов — этого более чем достаточно.
Теперь, товарищи депутаты, нам нужно договориться ещё о некоторых технических деталях, связанных с порядком выхода из зала, потому что 2 тысячи человек одновременно пройти к месту голосования не смогут. Как вы помните, там очень узкий переход. Вам нужно будет из этого зала перейти в Георгиевский зал, где будет проходить голосование. Переход в Георгиевский зал — по третьему этажу через Зимний сад.
Предлагается следующий порядок: после того как я отвечу на вопросы, депутаты, сидящие от тридцатого ряда и далее, выйдут первыми через двери в конце зала. Депутатов, сидящих с двадцатого по двадцать девятый ряд, мы просим задержаться минут на 10—15, а депутатов, сидящих в первых рядах, просим задержаться немножко дольше. А пока вы можете пройти в буфет, потому что будет очень трудно всем вместе переходить через фойе. При выходе из зала можно подняться эскалатором на третий этаж, там будут указатели. Чтобы не возвращаться в Кремлёвский Дворец съездов и не создавать встречного потока, депутаты по желанию могут взять одежду в гардеробе и выйти на Соборную площадь прямо из Георгиевского зала.

## Результаты
На седьмом заседании внеочередного III Съезда народных депутатов СССР 15 марта 1990 года глава счётной комиссии академик Осипьян огласил результаты тайного голосования:

Как вам известно, в бюллетень для тайного голосования по выборам Президента СССР была внесена кандидатура товарища Горбачёва Михаила Сергеевича.
Сообщаю результаты голосования. Общее число народных депутатов СССР — 2245. Число народных депутатов СССР, получивших избирательные бюллетени при вчерашнем голосовании, ровно 2000. При вскрытии избирательных ящиков было обнаружено 1878 бюллетеней, из них недействительных бюллетеней — 54.
Поданные голоса распределились следующим образом: за кандидата в Президенты — 1329 голосов, против — 495 голосов. Таким образом, сообщаю Съезду, что на основании подсчета голосов Президентом СССР избран товарищ Горбачёв Михаил Сергеевич. (Аплодисменты).

Для сведения депутатов сообщаю следующее: согласно Конституции СССР, избранным считается кандидат, получивший при голосовании более 50 процентов голосов от списочного состава народных депутатов.
«1329 голосов — за, 495 — против, — писал потом сам М. С. Горбачёв, — с таким результатом я был избран президентом». Однако итоги голосования были несколько иными — из 2245 народных депутатов 245 человек не присутствовали на этом заседании, 112 человек хотя и получили бюллетени, но от голосования уклонились. 54 бюллетеня оказались испорченными. Поэтому первый и единственный Президент Советского Союза фактически получил не 73 процента голосов, как утверждает, а 59. Учитывая, что в мае 1989 года, баллотируясь на пост Председателя Верховного Совета СССР, М. С. Горбачёв имел поддержку более 90 процентов народных депутатов, за девять месяцев он потерял почти треть голосов.
Михаил Горбачёв был утверждён Съездом в качестве Президента СССР, принёс президентскую присягу и выступил с программной речью.
Поздравительные телеграммы М. С. Горбачёву направили: Фидель Кастро, Нгуен Ван Линь, Войцех Ярузельский, Манфред Герлах, Пётр Младенов, Ким Ир Сен, Янез Дрновшек, Жамбын Батмунх, Матьяш Сюреш, Тадеуш Мазовецкий, Вацлав Гавел, Ион Илиеску, Ханс Модров, Наджибулла, Ян Шанкунь, Анте Маркович, Жозе Эдуарду душ Сантуш, Менгисту Хайле Мариам, Ясир Арафат, Шадли Бенджедид, Хенг Самрин, Пхуми Вонгвичит, Дени Сассу-Нгессо, Кейсон Фомвихан и Хафез Асад.